# Wilhelma (Schiff, 1962)
Die Wilhelma ist ein deutsches Fahrgastschiff, das seinen Liegeplatz in der Nähe der Wilhelma hat.

## Geschichte
Das Schiff wurde 1962 unter der Baunummer 143 auf der Schiffswerft Schmidt in Oberkassel gebaut. Günter Benja führte es 1975 versehentlich unter dem Namen Wilhelmina und gab seine Länge damals mit 39 Metern an, die Breite mit 7,5 Metern und den Tiefgang mit 1,2 Metern. Die Motorleistung lag damals laut Benja bei 300 PS und die Höchstgeschwindigkeit bei 18 km/h. Das Schiff durfte 500 Personen befördern. Der Betrieb, für den es fuhr, hieß damals Neckar-Personen-Schiffahrt Berta Epple. Zu Dieter Schuberts Zeiten war daraus schon die Neckar-Personen-Schiffahrt Berta Epple GmbH & Co. KG (NPS) geworden. Schubert gibt an, das Schiff sei 1979 modernisiert und 1981 neu motorisiert worden. Auch er gibt noch eine Kapazität von 500 Fahrgästen an, aber etwas andere Schiffsmaße als Benja. Laut Schubert ist die Wilhelma nur 37,4 Meter lang und 7,4 Meter breit. Der Motor, den sie zu Schuberts Zeiten hatte, leistete 320 PS. Wiederum etwas andere Daten finden sich auf der Homepage des Betreibers: Das Schiff sei 37,2 Meter lang und 7,2 Meter breit.
Die Wilhelma wurde im Jahr 2020, nachdem das Schifffahrtsunternehmen an den Maultaschenproduzenten Herr Kächele verkauft worden war, renoviert. Damals war sie laut einem Zeitungsartikel nur noch für die Beförderung von 300 Personen vorgesehen. Jens Caspar, der Geschäftsführer, plante damals, das Schiff auf der Strecke nach Marbach am Neckar und als Eventlocation einzusetzen.
Die Wilhelma hat auf dem Hauptdeck einen großen Salon, der je nach Bestuhlung 40 bis 80 Sitzplätze bietet, und im Vorschiff eine sogenannte Captain’s Lounge mit 22 Sitzplätzen. Außerdem befinden sich die sanitären Anlagen auf diesem Deck. Das Oberdeck enthält zwei Salons mit insgesamt 104 Sitzplätzen und zwei Freidecks mit 29 bzw. 32 Sitzplätzen. Das Schiff besitzt laut Angaben der Betreiberfirma, die unter dem Namen Neckar-Käpt’n auftritt, unter anderem eine Heizung und Klimaanlage mit Virenfilter, Sicherheitseinrichtungen bis hin zum Defibrillator und moderne Sound- und Präsentationstechnik.